# Gaston-Auguste-Paul Lemière
Gaston-Auguste-Paul Lemière, francoski general, * 20. februar 1880, † 8. december 1954.